# Цыганков, Максим Матвеевич
Макси́м Матве́евич Цыганко́в (дата рождения неизвестна, Смоленская губерния — 1941 г., г. Москва) — создатель первой российской теннисной ракетки «Максим» и пионер отечественного производства спортивного инвентаря и оборудования.

## Биография
Максим Матвеевич Цыганков родился в крестьянской семье в Смоленской губернии. В 1901 году переехал в Москву и начал работу в торговую фирму «Мюр и Мерилиз», известную позже ЦУМ.
Один из владельцев пригласил Цыганкова заведовать теннисными кортами. Он начал задаваться вопросом, почему в России не производят собственного инвентаря, а привозят только из за границы, ведь это делало любой спорт недоступным для обычных людей, а сам инвентарь очень дорогим.
В 1906 году Цыганков вместе со своим братом организовал производство теннисных ракеток и открыл фирму «Братья Цыганковы». Учитьля и перенимал опыт фабрик Европы. Разработал технику создания ракеток «Максим». В 1911 году на спортивной выставке в Москве производство Цыганковых было отмечено большой серебряной медалью. Через год граф Сумароков-Эльстон выиграл ей Всероссийские состязания в различных турнирах.
В 1914 году Максим Цыганков получил патент на 10 лет на производство ракеток «Максим» в России. Спустя несколько лет, с развитием в стране футбола и хоккея, Цыганков купил имение в деревне Лопатово, в Тверской губернии, где вместе с братом наладил производство лыж, хоккейных клюшек и мячей. В Москве Цыганков открыл производство в Марьиной Роще. Были открыты торговые площади в Петербурге.
Цыганков запустил в производство лыжи типа «Хааповеси», «Каянские», «Идеал», «Телемарк», «Муртомаа», горный и широкие охотничьи, а также специальные детские. Им был принят заказ на изготовление лыж особого военного типа. Позже были также выпущены сани «Бобслей» и «Скелетон».
После Октябрьской Революции производство из Марьиной Рощи было перенесено в город Королев. В 1925 году на станции Большево была организована Трудкомунна, которая в последующие 2-3 года создала производственный комбинат из пяти фабрик и заводов, вырабатывающих преимущественно вещи по спорту: обувь, трикотаж, коньки, лыжи и другие изделия. В 1926 г в Москве и Московской области возник ряд кооперативных фабрик «Сопортинвентарь», «Спортснабжение», «Спартак», «Спорт и туризм» и т. д.
В последние годы жизни Цыганков работал на фабрике по производству спортивного инвентаря в Большеве.